# روزمرزهولم
روزمرزهولم أو بيت آل روزمر (بالدنماركية: Rosmersholm) مسرحية من تأليف الكاتب المسرحي النرويجي هنريك إبسن، كتبها باللغة الدنماركية.

## نظرة عامة
كتب إبسن المسرحية في عام 1886 باللغة الدنماركية، وتُعدُّ هذه المسرحية أفضل أعماله الأدبية وفقاً لتقدير عدد من النُّقاد، ودائماً ما تُقارن بمسرحيته الناجحة الأخرى «البطة البرية». تأثَّر إبسن في كتابة هذه المسرحية بأسلوب أوجين سكرايب في مسرحياته «المحكمة الصنع»، وتنتمي إلى المرحلة الثالثة من التطور الأدبي لدى إبسن، وتوضع إلى جانب «أعمدة المجتمع» و«بيت الدمية» و«الأشباح» و«البطة البرية». يعالج إبسن في هذه المسرحية مواضيع اجتماعية ونفسية مثل المعاملة السيئة للزوجة والرياء الاجتماعي والتقاليد الاجتماعية الباطلة والتمسك بأوهامها، والموضوع الرئيسي هو تحوُّل رجل أرستقراطي من برجوازيته المحافظة إلى فكر ليبرالي متحرِّر. وتتناول المسرحية قضيَّة التغيير السياسي والاجتماعي، كما جاء على لسان الشخصية الرئيسية روزمر، عندما تتخلَّى الطبقة الحاكمة التقليدية على حقها في فرض مُثُلها على بقيَّة المجتمع. ولكنَّ الإيمان بهذه الفكرة ينحصر في شخصية واحدة في المسرحية، وهو روزمر، وأخذت ريبيكا على عاتقها مسؤلية دفعه نحو هذا التغيير، وهي التي تبنَّت فكراً حراً معادياً للأخلاق، وتسعى دوماً للتقليل من قدر معتقدات روزمر الدينية والسياسية.

## الشخصيات
الشخصيات الرئيسية في المسرحية:
- يوهانس روزمر «Johannes Rosmer»: صاحب بيت آل روزمر، وقس سابق.
- ريبيكا ويست «Rebecca West»: تعيش في بيت آل روزمر، جاءت من بلدة في أقصى الشمال، شخصيتها المتمردة دفعت بالكاتبة البريطانية سيسيلى إيزابيل فيرفيلد إلى تبني اسمها.[6]
- البروفيسور كرول «Professor Kroll»: ناظر مدرسة، وصهر يوهانس روزمر.
- أولريك برنديل «Ulrik Brendel»: المعلم الخاص ليوهانس روزمر في طفولته.
- بيدر مورتنزجارد «Peder Mortensgaard»: محرر في صحيفة، اتهمه روزمر عندما كان لا يزال قسيساً بارتكاب الزنا.
- السيدة هلسيث «Mrs. Helseth»: مدبرة منزل آل روزمر.

## القصة

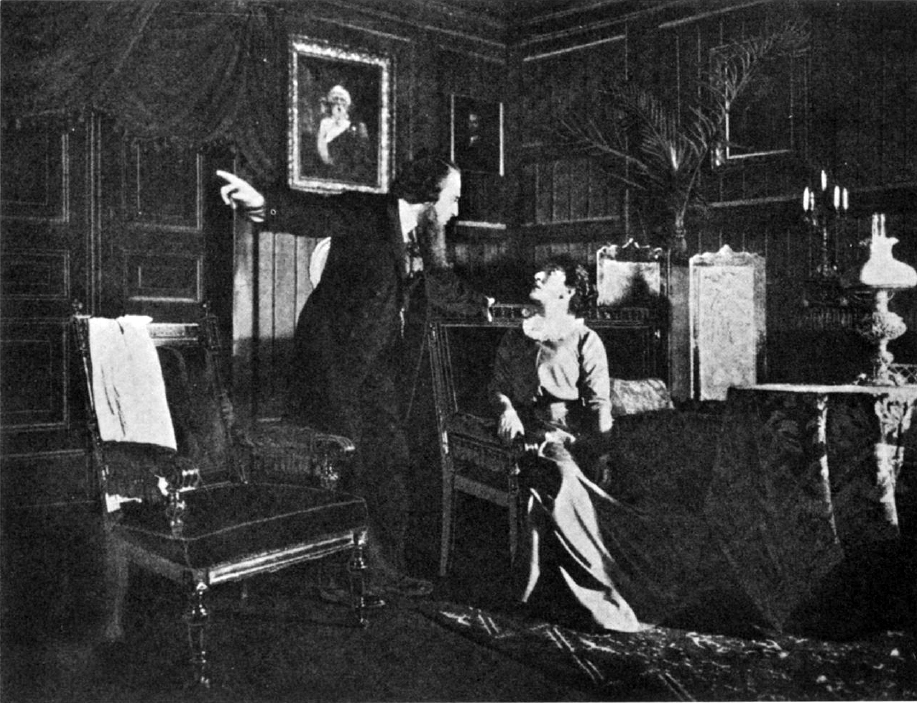
عرض مسرحية "روزمرزهولم" في مسرح ليسنج في وسط برلين، الصورة تعود إلى عام 1906

تبدأ المسرحية بعد مضي سنة كاملة على انتحار بيتا (Beata) زوجة روزمر (Rosmer)، وبعد انتحارها تنتقل ريبيكا (Rebecca) إلى بيت العائلة (Rosmersholm) باعتبارها صديقة بيتا، وتجري أحداث المسرحية وهي لا تزال ساكنة هناك. مع مرور الوقت يقع روزمر وريبيكا في الحب، ويُصرُّ روزمر طوال المسرحية أنَّ العلاقة بينهما عفيفة تماماً. تعود أصول روزمر إلى أسرة من نسب عال، ولكنَّه ينوي مخالفة التوجهات التقليدية المحافظة لأسرته والتصوبت للحكومة المنتخبة حديثاً ذات التوجهات الإصلاحية، إن لم يصحُّ وصفها بالثورية، وعندما يخبر صديقه وصهره كرول (Kroll) بشأن خطته، يغضب كرول ويواجه روزمر ليتراجع عمَّا يراه خيانةً لأصوله العريقة. لا يهدأ بال كرول، ويبدأ في التخطيط لإفشال مشروع روزمر، ويجابهه بشأن علاقته مع ريبيكا، ويتهمهما بكلمات حذرة في الصحيفة المحلية. بعدما قام به كرول شعر روزمر بالذنب لما حلَّ بزوجته، وأحسَّ أنَّه كان مضطلعاً في انتحارها عوضاً عن مرضها العقلي، ويحاول الهروب من شعوره بالذنب عندما يطلب يد ريبيكا للزواج، ولكنَّها ترفضه مباشرةً، ويتهمها كرول بالتلاعب بروزمر لتنفيذ أجندات سياسية بسبب موقعه المهم في مجتمعه، وتعترف ريبيكا لاحقاً أنَّها هي من دفعت بزوجته إلى الاكتئاب، ومن ثم الانتحار، في محاولة للسيطرة على روزمر، وتعترف أنَّها لاحقاً وقعت فعلاً في حبه. بعد هذا الاعتراف يطلب روسمر من ريبيكا أن تثبت إخلاصها له بالانتحار بالطريقة ذاتها التي انتحرت زوجته، بالقفز إلى قناة الطاحونة، توافق ريبيكا بهدوء، وبينما تطلب انتشال جثتها من القناة يخبرها روزمر أنَّه سينتحر معها، لأنَّه لايزال يحبها، وبما أنَّهما لا يستطيعان العيش سوياً سيموتان معاً. تنتهي المسرحية بروزمر وريبيكا يقفزان إلى قناة الطاحونة، وتصرخ السيدة هلسيث: «لقد أخذتهما السيدة الميتة!».

## الترجمة إلى العربية
ترجم أحمد النادي المسرحية إلى العربية، وطُبِعت في 1990 ضمن سلسلة «من المسرح العالمي»، بمراجعة طه محمود طه وتقديم عبد الله عبد الحافظ.

## وصلات خارجية
- بيت آل روزمر، على موقع رشف.(بالعربية)
- روزمرزهولم (Rosmersholm)، على مشروع جوتنبرج.(بالإنجليزية)
- روزمرزهولم (Rosmersholm)، على ليبري فوكس.(بالإنجليزية)
- روزمرزهولم (Rosmersholm)، على قاعدة بيانات برودواي على الإنترنت.(بالإنجليزية)